# نامه به کولسیان
معرفی نامهٔ پولُس رسول به کولسیان
کولُسی یکی از شهرهای آسیای صغیر بود که در شرق شهر اِفِسُس قرار داشت. کلیسای کولُسی را نه خودِ پولُس، بلکه احتمالاً یکی از همکارانش به نام اِپافْراس تأسیس کرده بود (۱:۷). اِپافْراس از جانب پولُس به کولُسی اعزام شده بود و به نمایندگی از او در آنجا خدمت می‌کرد. از همین‌رو، پولُس نسبت به آن کلیسا احساس مسئولیت می نمود. او دریافته بود که معلّمانی گمراه به کلیسای کولُسی نفوذ کرده‌اند و چنین تعلیم می‌دهند که برای شناخت خدا و دریافت نجات الهی، باید به‌راه‌هایی غیر از ایمان به مسیح توسّل جست. از فحوای گفتار پولُس می‌توان دریافت که برخی از این معلّمان، مقام مسیح را به‌درستی درک نکرده بودند؛ برخی دیگر تعلیم می‌دادند که نجات از راه فلسفه و معرفتی رمزی به‌دست می‌آید؛ بعضی دیگر نیز راه دست‌یافتن به نجات را انجام فرایض شریعت می‌دانستند.
پولُس با ارائهٔ پیام اصیل انجیل، به مخالفت با چنین تعالیمی برمی‌خیزد. او بیان می‌کند که مسیح: ۱) صورت خداست (۱:۱۵)؛ ۲) جهان به‌واسطهٔ او آفریده شده‌است (۱:۱۵ و ۱۶)؛ ۳) از ازل بوده‌است (۱:۱۷)؛ ۴) ضامن بقای عالم است (۱:۱۷)؛ ۵) سَرِ کلیساست (۱:۱۸)؛ ۶) نوبر رستاخیزکنندگان است (۱:۱۸)؛ ۷) الوهیت به‌کمال در او ساکن است (۱:۱۹ و ۲:۹)؛ ۸) اوست که ما را با خدا آشتی می‌دهد (۱:۲۰)؛ و ۹) لذا برای نجات دادن انسان کفایت کامل دارد (۱:۲۲).
این نامه را تیخیکوس به‌همراه اونیسیموس به کولُسی برد. اونیسیموس همان بردهای است که پولُس به‌خاطر او «نامه به فیلیمون» را نوشت.

## تقسیم‌بندی کلّی
۱ - مقدمه (۱:۱-۱۴)
۲ - مقام رفیع مسیح (۱:۱۵-۲۳)
۳ - زحمات پولس برای کلیسا (۱:۲۴ تا ۲:۷)
۴ - آزادی از احکام بشری به‌واسطهٔ حیات در مسیح (۲:۸-۲۳)
۵ - حیات جدید در مسیح (۳:۱ تا ۴:۶)
۶ - بخش پایانی (۴:۷-۱۸)